# B&Q
B&Q（ビーアンドキュー）は、イギリスの日曜大工（DIY）の会社。ヨーロッパ最大、世界第3位のDIY会社。キングフィッシャーグループ傘下。
店舗数約330店。従業員約38,000人。

## 沿革

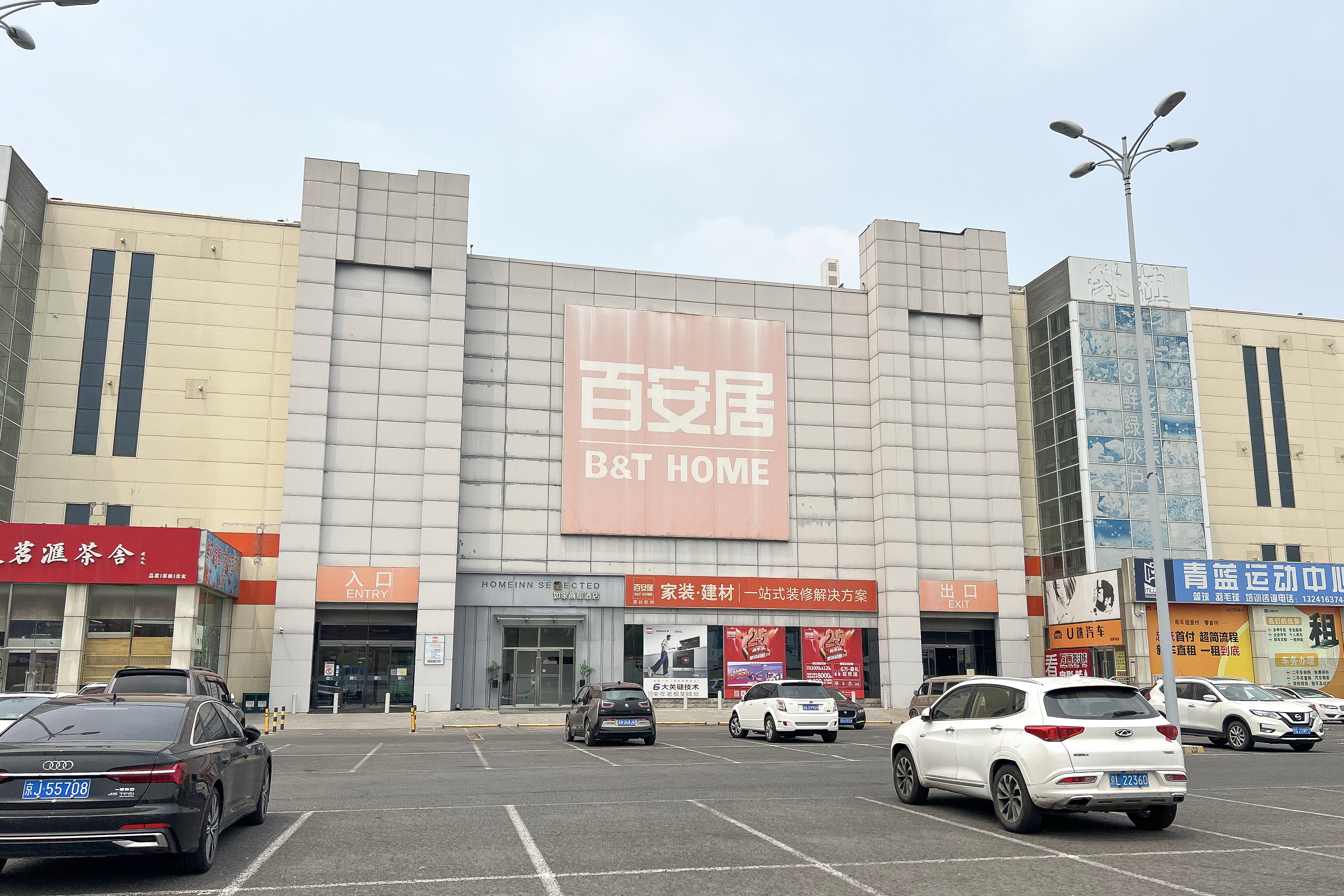
北京四季青支店

- 1969年、イギリス南部のサウサンプトンでリチャード・ブロックとデビッド・クエールによって創業される。創業当時の店名は「Block & Quayle」。すぐに「B&Q」となる。
- 1996年、台湾に出店。
- 1998年、フランス最大のDIY会社カストラマと合併し、ヨーロッパ最大のDIY会社となる。
- 1999年、上海に中国1号店出店。
- 2002年、ダブリンにアイルランド1号店出店。